# Henryk Waghalter
Henryk Waghalter (* 1869 in Warschau; † 27. August 1961 in Częstochowa) war ein polnischer jüdischer Cellist, Komponist und Musikpädagoge.

## Leben
Henryk war der Bruder von Ignatz und Wladyslaw Waghalter. Er studierte am Warschauer Konservatorium bei Vladislav Aloiz und Antoni Cink Cello und bei Zygmunt Noskowski Komposition. Er nahm in Deutschland Cellounterricht bei Hugo Becker und Julius Klengel und lernte Komposition in Prag bei Antonín Dvořák. Nach seiner Rückkehr nach Polen hielt er Vorlesung am Warschauer Konservatorium und war Lehrer am Instytut Głuchoniemych. Viele Jahre diente er als Konzertmeister des Großen Theaters in Warschau, er trat auch als Solist im In- und Ausland auf. Während der Besatzung durch das deutsche Nazi-Regime   musste er im Warschauer Ghetto leben. Dieses überlebte er und  ließ sich nach 1945 in  Częstochowa nieder, wo er an Musikschulen unterrichtete und Cello in einem Sinfonieorchester spielte. Er war Mitglied im Verband Polnischer Komponisten.